# Osservatorio Goodricke-Pigott
L'osservatorio Goodricke-Pigott è un osservatorio astronomico ottico privato situato a Tucson, in Arizona. La struttura fu inaugurata formalmente il 26 ottobre 1996 con l'osservazione della cometa Hale-Bopp, in quel periodo vicina al proprio perielio e quindi ottimo oggetto per effettuare osservazioni di prima luce e verifica scientifica.
La titolazione dell'osservatorio omaggia gli astronomi amatoriali John Goodricke e Edward Pigott, attivi verso la fine del XVIII secolo e residenti a York, in Inghilterra; le loro ricerche e scoperte hanno ispirato il fondatore della struttura, l'astronomo Roy A. Tucker.

## Strumentazione
L'osservatorio è dotato di un telescopio Celestron C14 Schmidt-Cassegrain con rapporto f / 11 ed apertura di 0,35 metri. Lo strumento è accoppiato con un dispositivo inseguitore (a stella ST-4) per compensare l'errore di movimento periodico dovuto alla rotazione terrestre e alle imperfezioni dei dispositivi opto-meccanici. Unitamente al Celestron l'osservatorio è dotato di un sistema di telecamere accoppiate chiamato MOTESS (Moving Object and Transient Event Search System).

## Ricerca e risultati scientifici
Dal 1996 al 2010 sono stati scoperti poco più di 800 asteroidi, che nel 2014 hanno ricevuto designazioni permanenti; contemporaneamente sono state effettuate più di 43000 misurazioni astrometriche rilevando più di 26000 candidate stelle variabili.